# لغات نوبية

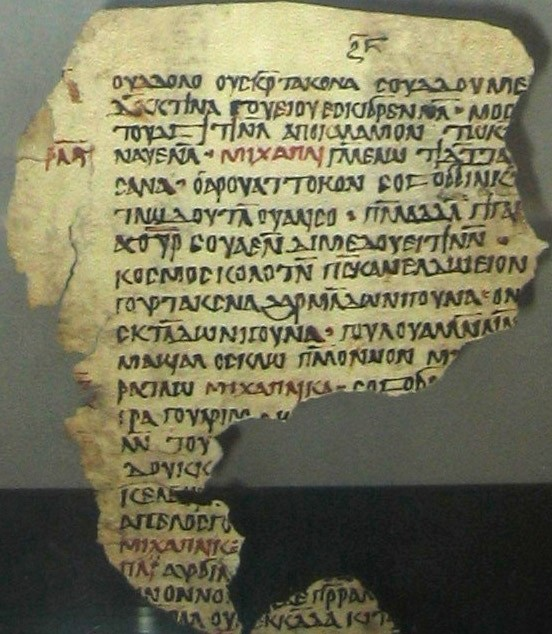
صفحة من مخطوط نوبي من القرن التاسع أو العاشر م تصف الملاك ميكال، واسم ميكال مكتوب بحبر أحمر. وجد المخطوط في قصر إبريم، وتقع الآن في المتحف البريطاني.

اللغات النوبية  هي مجموعة من اللغات المرتبطة ببعضها التي يتحدث بها النوبيون. في الماضي، وكانت اللغات النوبية تُتحدث في معظم أنحاء السودان، ولكن نتيجة للتعريب، أصبحت اليوم مقتصرة في الغالب على وادي النيل بين أسوان (جنوب مصر) والدبة. في تعداد السودان لعام 1956، كان هناك 167.831 متحدثًا للغات النوبية. لا ينبغي الخلط بين النوبية واللغات النوبية المختلفة التي يتحدث بها في القرى في جبال النوبة ودارفور.
تعتبر التصنيفات الأحدث، مثل تلك الموجودة في Glottolog، أن اللغات النوبية تشكل عائلة لغوية أساسية. تعتبر التصنيفات الأقدم النوبية فرعًا من شعبة النيل الصحراوية، وهو الاقتراح الذي فقد الدعم بين اللغويين بسبب نقص البيانات الداعمة.

## التاريخ
اللغة النوبية القديمة محفوظة في ما لا يقل عن مائة صفحة من الوثائق، تتألف من نصوص ذات طبيعة دينية مسيحية ونصوص وثائقية تتناول شؤون الدولة والقانون. وقد كُتبت اللغة النوبية القديمة بنوع من الأبجدية القبطية ، مع إضافة أحرف مستمدة من اللغة المروية. وتتراوح تواريخ هذه الوثائق من القرن الثامن إلى القرن الخامس عشر الميلادي. وتعتبر اللغة النوبية القديمة حاليًا سلفًا للغة النوبيين الحديثة، على الرغم من أنها تظهر علامات على الاتصال المكثف بالدنغولية.
ولقد تم الحفاظ على لغة نوبية أخرى لم يتم فك رموزها بعد في عدد قليل من النقوش الموجودة في سوبا والمصورات الصفراء ويُفترض أنها كانت لغة مملكة علوة. ومنذ نشرها بواسطة أدولف إيرمان في عام 1881، تمت الإشارة إليها باسم "نقوش علوان" أو "علوان نوبية" أو "سوبا نوبية". ويبدو أن هذه اللغة انقرضت بحلول القرن التاسع عشر.
وقد اقترح كلود ريلي (2010: 272-273) إعادة بناء اللغة النوبية البدائية.

## اللغات المعاصرة
صنَّف ريلي (2010) اللغات النوبية التالية، والتي يتحدث بها حوالي 900000 :
1-اللغة النوبية هي ثاني أكبر لغة نوبية حيث يتحدث بها 545 ألف شخص في مصر والسودان والشتات النوبي.
2-اللغة الكنزية (الاسم المحلي: ماتوكي) التي يتحدث بها 865000 شخص في مصر والدنقلاوية (الاسم المحلي: أنداندي) التي يتحدث بها 180000 شخص في السودان. لم تعد تعتبر لغة واحدة، بل مجموعة لغوية . يعود تاريخ الانقسام بين الكنزية والدنقلاوية إلى وقت قريب نسبيًا إلى حوالي القرن الخامس عشر. يتحدث الناس الآن بالدنقلاوية في أقصى الجنوب حتى الدبة، ولكن في أواخر القرن التاسع عشر يمكن العثور عليها في أقصى الجنوب حتى كورتي وربما حتى أبعد من ذلك في المنبع.
3- الميدوب ويتحدث بها 50 ألف شخص. ويتم التحدث باللغة بشكل أساسي في وحول فوهة بركان مالحة في شمال دارفور.
4-كانت لغة البرقيد، التي انقرضت الآن، تُتحدث شمال نيالا حول مناواشي، وكان آخر المتحدثين بها على قيد الحياة في سبعينيات القرن العشرين. وكانت اللغة السائدة بين ممر نيالا والفاشر في الشمال وبحر العرب في الجنوب حتى عام 1860.
5-اللغة النوبية الجبلية أو لغة النوبية الكردفانية، وهي مجموعة من اللغات أو اللهجات المتقاربة التي يتحدث بها سكان قرى مختلفة في جبال النوبة الشمالية؛ وخاصة من قبل سكان الدلنج والدبري والكدرو. وهناك لغة منقرضة، وهي لغة الحرازة، لا نعرفها إلا من خلال بضع عشرات من الكلمات التي تذكرها شيوخ القرية في عام 1923.
بدأت الأبحاث المتزامنة حول اللغات النوبية في العقود الأخيرة من القرن التاسع عشر، حيث ركزت أولاً على لغات النوبية النيلية النوبية والكنزي الدنقلاوية. وقد انشغل العديد من علماء أفريقيا المشهورين باللغة النوبية، وأبرزهم ليبسيوس (1880)، ورينيش (1879)، وماينهوف (1918)؛ ومن بين علماء النوبية الأوائل الآخرين ألمكفيست وشافر. بالإضافة إلى ذلك، قام ثيلوال وماريان بيتشهاوس جيرست بعمل مقارن مهم حول اللغات النوبية في النصف الثاني من القرن العشرين وكلود ريلي وجورج ستاروستين في القرن الحادي والعشرين.